# Baszgjuch
Baszgjuch – wieś w Armenii, w prowincji Szirak. W 2011 roku liczyła 64 mieszkańców.